# Associazione Calcio Lecco 1966-1967
Questa voce raccoglie le informazioni riguardanti l'Associazione Calcio Lecco nelle competizioni ufficiali della stagione 1966-1967.

## Stagione

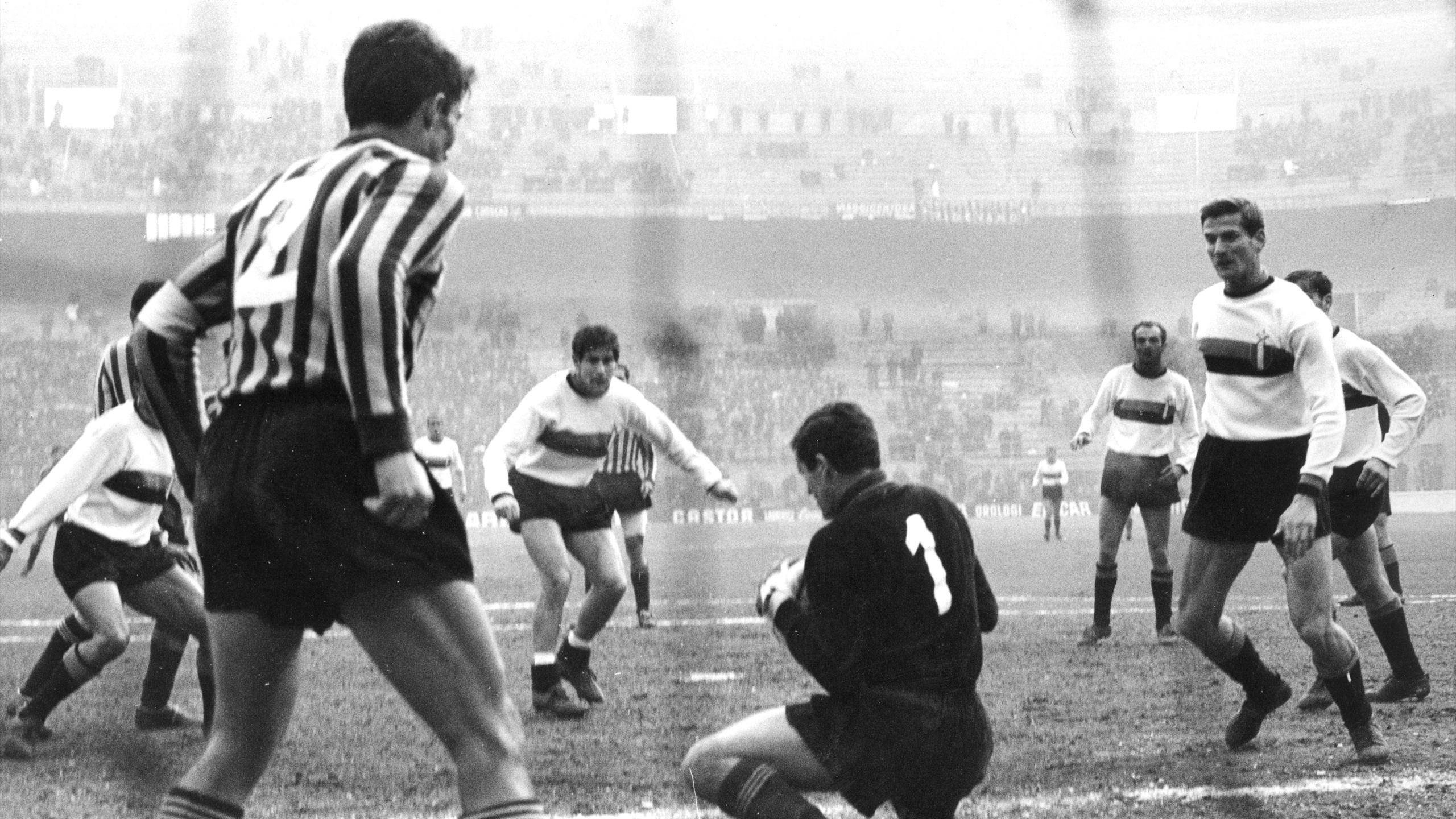
Il portiere bluceleste Giuseppe Meraviglia neutralizza un attacco nerazzurro durante Inter-Lecco (1-1) del 25 febbraio 1967

Nella stagione 1966-1967 il Lecco disputa il campionato di Serie A, con 17 punti in classifica si piazza in ultima posizione e retrocede in Serie B in compagnia di Venezia,  del Foggia e della Lazio. Lo scudetto tricolore è stato vinto con 49 punti dalla Juventus che battendo la Lazio sul filo di lana sorpassa l'Inter sconfitta a Mantova.
Malgrado l'acquisto in sede di calciomercato di nomi importanti come gli ex nazionali Saul Malatrasi e Antonio Angelillo, il Lecco sempre affidato a Angelo Piccioli disputa la sua ultima stagione di Serie A, occupando costantemente le ultime posizioni della classifica. Numeri impietosi per i blucelesti in questa stagione, nessun successo in trasferta, in diciassette trasferte presi solo quattro punti, sette le sconfitte casalinghe, peggior attacco e peggior difesa del campionato. Con questi emblematici numeri la "seconda" Serie A del Lecco dura una sola stagione. Migliori furono le prestazioni della squadra in Coppa Italia, dove giunse fino ai quarti di finale, dopo aver superato tre turni ed è stato eliminato dal Milan, che nel seguito del trofeo, per la prima volta nella sua storia, risulterà vincitore della manifestazione, il Lecco vi era giunto dopo aver estromesso dal torneo il Novara al primo turno, la Lazio al secondo turno e la Sampdoria nei Quarti di finale. Questa stagione è stata anche l'ultima di Mario Ceppi nelle vesti di presidente del Lecco, che passerà la mano dopo diciannove annate di reggenza, costellate da tanti successi e soddisfazioni.

## Divise
| Casa |

## Rosa
| N. |                   | Ruolo | Calciatore          |
| -- | ----------------- | ----- | ------------------- |
|    | Italia (bandiera) | P     | Luigi Balzarini     |
|    | Italia (bandiera) | P     | Giuseppe Meraviglia |
|    | Italia (bandiera) | D     | Saul Malatrasi      |
|    | Italia (bandiera) | D     | Attilio Bravi       |
|    | Italia (bandiera) | D     | Vinicio Facca       |
|    | Italia (bandiera) | D     | Giuseppe Bacher     |
|    | Italia (bandiera) | D     | Ezio Tettamanti     |
|    | Italia (bandiera) | C     | Antonio Pasinato    |
|    | Italia (bandiera) | C     | Giovanni Sacchi     |
|    | Italia (bandiera) | C     | Alberto Grossetti   |

| N. |                      | Ruolo | Calciatore        |
| -- | -------------------- | ----- | ----------------- |
|    | Italia (bandiera)    | C     | Giampiero Schiavo |
|    | Brasile (bandiera)   | A     | Sergio Clerici    |
|    | Italia (bandiera)    | A     | Aquilino Bonfanti |
|    | Italia (bandiera)    | A     | Gianpaolo Incerti |
|    | Italia (bandiera)    | A     | Sergio Ferrari    |
|    | Argentina (bandiera) | A     | Antonio Angelillo |
|    | Italia (bandiera)    | A     | Giorgio Azzimonti |
|    | Italia (bandiera)    | A     | Francesco Canella |
|    | Italia (bandiera)    | A     | Osvaldo Jaconi    |

## Risultati

### Serie A

#### Girone di andata
| Arbitro: | Picasso (Chiavari) |

|  |           |                                |
|  | Marcatori | 32’ Boninsegna 90’ (rig.) Riva |

| Arbitro: | Varazzani (Parma) |

|                                          |           |  |
| Leoncini 45’ Menichelli 64’ De Paoli 89’ | Marcatori |  |

| Arbitro: | Francescon (Padova) |

|  |           |                     |
|  | Marcatori | 38’ (rig.) Marchesi |

| Arbitro: | Acernese (Roma) |

|            |           |             |
| Spelta 35’ | Marcatori | 14’ Incerti |

| Arbitro: | Lo Bello (Siracusa) |

|  |           |                            |
|  | Marcatori | 17’ Mazzola 28’ Domenghini |

| Arbitro: | Di Tonno (Lecce) |

|                        |           |  |
| Haller 22’ Nielsen 81’ | Marcatori |  |

| Lecco 6 novembre 1966 7ª giornata | Lecco            | 0 – 0 | Atalanta | Stadio Mario Rigamonti\| Arbitro: \| Sbardella (Roma) \| |
| Arbitro:                          | Sbardella (Roma) |       |          |                                                          |

| Lecco 13 novembre 1966 8ª giornata | Lecco               | 0 – 0 | Torino | Stadio Mario Rigamonti\| Arbitro: \| Francescon (Padova) \| |
| Arbitro:                           | Francescon (Padova) |       |        |                                                             |

| Arbitro: | Marchiori (Padova) |

|                           |           |             |
| Enzo 16’ Peirò 34’ (rig.) | Marcatori | 87’ Incerti |

| Arbitro: | Piantoni (Terni) |

|                                |           |  |
| Angelillo 39’ Clerici 44’, 84’ | Marcatori |  |

| Arbitro: | D'Agostini (Roma) |

|                                  |           |  |
| Tettamanti 44’ (aut.) Hamrin 87’ | Marcatori |  |

| Arbitro: | Acernese (Roma) |

|                    |           |             |
| Incerti 27’ (rig.) | Marcatori | 55’ Bagnoli |

| Arbitro: | Genel (Trieste) |

|                   |           |  |
| D'Alessi 25’, 33’ | Marcatori |  |

| Lecco 31 dicembre 1966 14ª giornata | Lecco          | 0 – 0 | Lanerossi Vicenza | Stadio Mario Rigamonti\| Arbitro: \| Vitullo (Roma) \| |
| Arbitro:                            | Vitullo (Roma) |       |                   |                                                        |

| Arbitro: | Varazzani (Parma) |

|                     |           |  |
| Benitez 8’ Dori 17’ | Marcatori |  |

| Arbitro: | Piantoni (Terni) |

|                                       |           |               |
| Altafini 8’, 78’ Cané 17’ Juliano 87’ | Marcatori | 19’ Azzimonti |

| Arbitro: | Lo Bello (Siracusa) |

|               |           |                   |
| Azzimonti 34’ | Marcatori | 26’ (rig.) Rivera |

#### Girone di ritorno
| Arbitro: | D'Agostini (Roma) |

|                              |           |             |
| Riva 29’, 83’ Boninsegna 68’ | Marcatori | 46’ Clerici |

| Arbitro: | Di Tonno (Lecce) |

|                      |           |                                  |
| Salvadore 64’ (aut.) | Marcatori | 41’ Gori 63’ De Paoli 87’ Zigoni |

| Arbitro: | De Robbio (Torre Annunziata) |

|                          |           |  |
| Morrone 31’ Maggioni 55’ | Marcatori |  |

| Lecco 19 febbraio 1967 21ª giornata | Lecco            | 0 – 0 | Mantova | Stadio Mario Rigamonti\| Arbitro: \| Piantoni (Terni) \| |
| Arbitro:                            | Piantoni (Terni) |       |         |                                                          |

| Arbitro: | Vitullo (Roma) |

|           |           |             |
| Bedin 65’ | Marcatori | 20’ Incerti |

| Arbitro: | De Robbio (Torre Annunziata) |

|              |           |                        |
| Bonfanti 26’ | Marcatori | 74’ Haller 82’ Nielsen |

| Arbitro: | Bigi (Padova) |

|              |           |  |
| Savoldi I 4’ | Marcatori |  |

| Arbitro: | Giunti (Arezzo) |

|             |           |              |
| Facchin 51’ | Marcatori | 84’ Bonfanti |

| Arbitro: | Bigi (Padova) |

|                           |           |                          |
| Clerici 21’ Azzimonti 48’ | Marcatori | 24’ Pellizzaro 40’ Peirò |

| Arbitro: | Possagno (Treviso) |

|                                                   |           |              |
| Valadè 5’ Micheli 8’ Bacher 29’ (aut.) Nocera 55’ | Marcatori | 58’ Bonfanti |

| Arbitro: | Vitullo (Roma) |

|  |           |                                    |
|  | Marcatori | 57’ Cosma 63’ Bertini 80’ De Sisti |

| Arbitro: | De Marchi (Pordenone) |

|                         |           |            |
| Muzzio 33’ Bosdaves 65’ | Marcatori | 21’ Sacchi |

| Arbitro: | Bernardis (Trieste) |

|             |           |  |
| Ferrari 56’ | Marcatori |  |

| Arbitro: | Piantoni (Terni) |

|                            |           |  |
| Maraschi 40’, 58’ Gori 75’ | Marcatori |  |

| Arbitro: | Canova (Bologna) |

|                             |           |            |
| Sacchi 2’ Mancin 37’ (aut.) | Marcatori | 63’ Spagni |

| Arbitro: | Francescon (Padova) |

|  |           |                                   |
|  | Marcatori | 14’ Cané 36’ Orlando 50’ Altafini |

| Arbitro: | Palazzo (Palermo) |

|          |           |             |
| Mora 45’ | Marcatori | 61’ Schiavo |

### Coppa Italia
| Arbitro: | Sbardella (Roma) |

|                |           |                                                  |
| G. Calloni 53’ | Marcatori | 17’ Bonfanti 37’, 83’ Clerici 64’ (rig.) Incerti |

| Arbitro: | Palazzo (Palermo) |

|  |           |                         |
|  | Marcatori | 35’ Incerti 40’ Clerici |

| Arbitro: | Vitullo (Roma) |

|                   |                      |              |
| Bacher 64’ (aut.) | Marcatori            | 67’ Bonfanti |
|                   | Tiri di rigore 4 – 5 |              |

| Arbitro: | Gussoni (Tradate) |

|              |           |                         |
| Bonfanti 63’ | Marcatori | 35’ Sormani 68’ Lodetti |

## Statistiche

### Statistiche di squadra
| Competizione | Punti | In casa | In casa | In casa | In casa | In casa | In casa | In trasferta | In trasferta | In trasferta | In trasferta | In trasferta | In trasferta | Totale | Totale | Totale | Totale | Totale | Totale | DR  |
| Competizione | Punti | G       | V       | N       | P       | Gf      | Gs      | G            | V            | N            | P            | Gf           | Gs           | G      | V      | N      | P      | Gf     | Gs     | DR  |
| ------------ | ----- | ------- | ------- | ------- | ------- | ------- | ------- | ------------ | ------------ | ------------ | ------------ | ------------ | ------------ | ------ | ------ | ------ | ------ | ------ | ------ | --- |
| Serie A      | 17    | 17      | 3       | 7       | 7       | 12      | 21      | 17           | 0            | 4            | 13           | 9            | 36           | 34     | 3      | 11     | 20     | 21     | 57     | -36 |
| Coppa Italia | -     | 1       | 0       | 0       | 1       | 1       | 2       | 3            | 2            | 1            | 0            | 7            | 2            | 4      | 2      | 1      | 1      | 8      | 4      | +4  |
| Totale       | -     | 18      | 3       | 7       | 8       | 13      | 23      | 20           | 2            | 5            | 13           | 16           | 38           | 38     | 5      | 12     | 21     | 29     | 61     | -11 |

### Statistiche dei giocatori
| Giocatore  | Serie A  | Serie A | Coppa Italia | Coppa Italia | Totale   | Totale |
| Giocatore  | Presenze | Reti    | Presenze     | Reti         | Presenze | Reti   |
| ---------- | -------- | ------- | ------------ | ------------ | -------- | ------ |
| Angelillo  | 22       | 1       | ?            | ?            | 22+      | 1+     |
| Azzimonti  | 20       | 3       | ?            | ?            | 20+      | 3+     |
| Bacher     | 19       | 0       | ?            | ?            | 19+      | 0+     |
| Balzarini  | 12       | -21     | ?            | ?            | 12+      | -21+   |
| Bonfanti   | 30       | 3       | ?            | ?            | 30+      | 3+     |
| Bravi      | 25       | 0       | ?            | ?            | 25+      | 0+     |
| Canella    | 16       | 0       | ?            | ?            | 16+      | 0+     |
| Clerici    | 31       | 4       | ?            | ?            | 31+      | 4+     |
| Facca      | 21       | 0       | ?            | ?            | 21+      | 0+     |
| Ferrari    | 23       | 1       | ?            | ?            | 23+      | 1+     |
| Grosseti   | 5        | 0       | ?            | ?            | 5+       | 0+     |
| Incerti    | 24       | 4       | ?            | ?            | 24+      | 4+     |
| Jaconi     | 3        | 0       | ?            | ?            | 3+       | 0+     |
| Malatrasi  | 27       | 0       | ?            | ?            | 27+      | 0+     |
| Meraviglia | 22       | -36     | ?            | ?            | 22+      | -36+   |
| Pasinato   | 0        | 0       | ?            | ?            | 0+       | 0+     |
| Sacchi     | 10       | 0       | ?            | ?            | 10+      | 0+     |
| Schiavo    | 30       | 1       | ?            | ?            | 30+      | 1+     |
| Tettamanti | 16       | 0       | ?            | ?            | 16+      | 0+     |